# Ба Гуєн Тхань Куан

Нгуєн Тхі Хінь (в'єт. Nguyễn Thị Hinh), відома під псевдонимом Ба Гуєн Тхань Куан (кит.: 婆縣清觀, в'єт. Bà Huyện Thanh Quan, «пані з району Тханькуан» ) (Ханой, 1805–1848) — в’єтнамська поетеса.

## Біографія
Нгуєн Тхі Хінь народилась в Нгітам (в'єт. Nghi Tàm), район Тайхо, Ханой, поблизу озера Тай.   Її батько, Нгуєн Лі (1755-1837), був найкращим випускником (англ. valedictorian) у 1783 р., під час правління імператора Ле Хіен Тонга.

## Роботи
Ба Гуйен Тхань Куан відома тим, що писала вірші на тином (запозичені китайські ієрогліфи), деякі твори, зокрема, «Проїжджаючи перевал Нганг»